# Attaque de Boujdour
Guerre du Sahara occidental
Batailles
L'attaque de Boujdour a eu lieu le 13 février 1980 pendant la guerre du Sahara occidental. Les forces armées royales repoussent l'attaque du Polisario sur la ville de Boujdour.

## Déroulement
Le 13 février 1980, une colonne de combattants du Polisario à bord de 200 véhicules attaque la ville de Boujdour, situé à 200 kilomètres au sud de Laâyoune. Selon le Polisario, ses combattants réussissent à incendier des entrepôts de carburant, de munitions et de vivres, puis à détruire des installations radar, ainsi qu'une importante quantité de matériel de guerre et de transport. Toutefois, il reconnait ne pas s'être emparé de la totalité de la ville. Entre-temps, une escadrille de cinq chasseur F-5E et quatre chasseurs Mirage F1 entre en action, mais les nouveaux moyens anti-aériens dont disposent les polisariens provoquent la destruction d'un Mirage F1 et la mort de son pilote.  
Quelques heures plus tard, des renforts marocains venues au secours de la ville attaqué sont accrochés par les maquisards du Polisario. Un autre avion est abattu, cette fois-ci un chasseur F-5E, et son pilote est capturé après avoir sauté en parachute. Cependant, l'armée marocaine aurait réussi à repousser les assaillants, en leur causant d'importantes pertes.

## Bilan et conséquences
Selon le gouvernement marocain, les pertes du Polisario s'élèvent à 209 morts et 50 véhicules détruits, ainsi qu'un important lot d'armes et de munitions, récupéré par l'armée marocaine. Du côté marocain, seuls 9 morts et 11 blessés sont à déplorer d'après Rabat.
Le communiqué du Polisario reste littéralement opposé à celui du gouvernement marocain. Le bilan avancé qui mentionne seulement les pertes marocaines, semble largement exagéré puisqu'il parle d'environ 430 Marocains tués et plusieurs centaines de blessés. De plus, le Polisario souligne la destruction de 2 avions marocains dans la bataille.